# Virginia MacVeagh
Virginia Mac Veagh, née le 29 juillet 1885 et morte le 5 novembre 1987 à Santa Barbara, est une joueuse de tennis britannique du début du XXe siècle. 
Elle a notamment été finaliste en simple dames au Championnat de France de Roland-Garros en 1906, battue par Kate Gillou Fenwick. 

## Palmarès (partiel)

### Finale en simple dames
| No | Date       | Nom et lieu du tournoi       | Catégorie | Surface      | Vainqueure  | Score |          |
| -- | ---------- | ---------------------------- | --------- | ------------ | ----------- | ----- | -------- |
| 1  | ??/05/1906 | Championnat de France, Paris | G. Chelem | Terre (ext.) | Kate Gillou | NC    | Parcours |

## Parcours en Grand Chelem (partiel)
Si l’expression « Grand Chelem » désigne classiquement les quatre tournois les plus importants de l’histoire du tennis, elle n'est utilisée pour la première fois qu'en 1933, et n'acquiert la plénitude de son sens que peu à peu à partir des années 1950.

### En simple dames
| Année | - | - | Championnat de France | Championnat de France | Wimbledon | Wimbledon | US National | US National |
| 1906  | - | - | Ch. R. finale         | Kate Gillou           | -         | -         | -           | -           |

À droite du résultat, l’ultime adversaire.